# The Blackfoot Halfbreed
The Blackfoot Halfbreed è un cortometraggio muto del 1911 diretto da George Melford. Prodotto dalla Kalem Company, il film fu interpretato da Alice Joyce e da Carlyle Blackwell.

## Trama
Il colonnello Baker, di stanza a Fort Nelson, si sposa con Goffersocks, un'indiana della vicina riserva dei Piedi Neri (Blackfoot). Dalla loro unione nasce Maude, una bambina che viene inviata all'Est per esservi educata. Quando la ragazza torna dal college, Goffersocks insiste con la ragazza perché la raggiunga presso la tribù in cui vive. Maude accetta, ma la sua venuta provoca la passione del capo tribù, che vuole sposarla. La ragazza torna dal padre, trovando impossibile vivere nell'accampamento indiano. Al forte ritrova il suo innamorato, il capitano Tingley: i due giovani annunciano il loro fidanzamento. Ma Maude è rimandata al campo onde evitare una rivolta degli indiani. Il Gran Capo insiste nel suo corteggiamento, mentre Goffersocks organizza il matrimonio della figlia con lui. Una giovane indiana, amica di Maude, arriva a Fort Nelson per chiedere aiuto ai soldati. Tingley, in testa a uno squadrone, irrompe nel campo, salvando Maude.

## Produzione
Il film fu prodotto dalla Kalem Company.

## Distribuzione
Il film - un cortometraggio in una bobina - uscì nelle sale statunitensi il 29 settembre 1911, distribuito dalla General Film Company.